# ホンダロジスティクス
ホンダロジスティクス（英：Honda Logistics Inc.）は、東京都千代田区に本社を置くHondaグループの自動車系総合物流企業。2022年時点で、国内外14ヶ国34法人に展開している。

## 概要
2006年10月1日、ホンダ・エクスプレス（1961年にホンダ開発興業（現・ホンダ開発）より独立）と光明（1960年設立）のHondaグループ会社2社が合併し、本田技研工業の100％出資会社として設立。同社の連結子会社であり、調達から生産、販売までの自動車物流事業の他、物流機器の開発販売や物流ITシステムの開発等を手掛ける。

## 沿革

### ホンダロジスティクスの沿革
合併後の株式会社ホンダロジスティクスとしての沿革を記す。
- 2006年 ホンダ・エクスプレスと光明が合併し発足
- 2007年 広汽本田物流有限公司 設立（後述）
- 2008年 CAMPINAS COMPONENTES INDUSTRIAIS LTDA.、KDM LOGISTICS, SRL DE C.V. 設立（後述）
- 2010年 LSL TRANSPORTES ARGENTINA SRL 設立（後述）
- 2011年  特定旅客自動車運送事業をグループ会社のベストロジ栃木に移管

### ホンダ・エクスプレスの沿革
合併以前のホンダ・エクスプレスの沿革を記す。
- 1960年 ホンダ開発興業（現・ホンダ開発）運輸部として発足
- 1961年 ホンダ・エクスプレスとして独立
- 1962年 浜松営業所（現・静岡事業所）開設
- 1964年 狭山営業所（現・埼玉事業所）開設
- 1968年 宇都宮営業所（現・栃木事業所）開設
- 1976年 熊本事業所開設
- 1983年 浜松宝輪（現・ベストロジ静岡）設立
- 1986年 勢鹿（現・ベストロジ三重）設立 初の海外グループ企業(MIDWEST EXPRESS INC. （アメリカ）、CLARK TRUCKING INC. （アメリカ）)設立
- 1987年 プルービング・サービス（現・ピーエスジー）設立
- 1988年 狭山物流設立（現・ベストロジ埼玉）
- 1990年 欧州初のグループ企業(SOUTH MARSTON DC LTD.（イギリス）)設立
- 1991年 熊阿物流サービス（現・ベストロジ熊本）、デポックス・エクスプレス設立
- 1995年 アジア初のグループ企業(AAL CO., LTD.（タイ）)設立
- 1997年 南米初のグループ企業(LOGÍSTICA SUMARÉ LTDA.（ブラジル）)設立
- 2003年 DSウインズ（現・ベストロジ栃木）設立
- 2004年 中国初のグループ企業（武漢東本儲運有限公司）設立
- 2005年 航空事業部セントレアオフィス開設 インド初のグループ企業(HONDA EXPRESS LOGISTICS INDIA PVT.LTD) 設立
- 2006年 ベスト・エクスプレス設立
- 2009年 関連会社の「ホンダエクスプレス販売（店舗名：ホンダプリモ・エクスプレス→ホンダカーズ狭山）」が「ホンダカーズ埼玉」に吸収合併される。

### 光明の沿革
合併以前の光明の沿革を記す。
- 1960年 光明倉庫として設立
- 1966年 狭山事業所（現・狭山物流センター）開設
- 1967年 光明運輸倉庫に社名を変更
- 1981年 鈴鹿事業所（現・鈴鹿物流センター）開設
- 1982年 浜松出張所（現・高丘東物流センター）開設 光明に社名を変更
- 1987年 日高事業所（現・日高用品物流センター）開設
- 1990年 物流機器三芳工場（現・三芳工場）開設
- 1991年 海外物流センター（現・所沢物流センター）開設
- 1997年 新町自動車（現・コムルス）を子会社化
- 1998年 KOPLS Co.（フィリピン）設立
- 1999年 亀山パーツ物流センター開設
- 2002年 Komyo America Co., lnc （アメリカ）設立

## 国内拠点[8]

### 本社機能
- 東京本社（国内外の事業管理、営業、ITなど）：東京都千代田区
- 技術本部（物流機器の開発など）：三重県鈴鹿市国府町7754-1（登記上の本店）

### 事業拠点
ここでいう「事業所」とは、いわば「事業部」と同義である。下記に記載の1か所はあくまでもその「事業所」の代表的な拠点であり、実際はその付近や、場合によっては県外にも所轄の拠点が複数ある。
- 栃木事業所：栃木県芳賀郡芳賀町芳賀台143番地
- 埼玉事業所：埼玉県狭山市中新田1160
- 静岡事業所：静岡県浜松市中区高丘東1-13-45
- 三重事業所：三重県鈴鹿市国府町7658-17
- 熊本事業所：熊本県菊池郡大津町平川1500

このほか、苫小牧市や仙台市、広島市などに輸送拠点がある。

## グループ企業
国内に9社、海外に22社のグループ企業を擁す。以下にグループ企業の社名・所在地・業務内容の一覧を記す。

### 国内
- 株式会社デポックス・エクスプレス（宮城県・納車点検整備）
- 株式会社ベストロジ栃木（栃木県・物流サービス・特定バス事業）
- 株式会社ホンダテクノフォート（栃木県・研究開発サポート）
- 株式会社ベストロジ埼玉（埼玉県・物流サービス）
- 株式会社ベストトランスポート（埼玉県・輸送・引越し・人材派遣）
- 株式会社ベストロジ静岡（静岡県・物流サービス）
- 株式会社ベストロジ三重（三重県・物流サービス）
- 株式会社ベスト・エクスプレス（三重県・完成車車両輸送）
- 株式会社ベストロジ熊本（熊本県・物流サービス）

### 海外
北アメリカ
- MIDWEST EXPRESS INC.（アメリカ・部品納入、梱包、他）
- CLARK TRUCKING INC.（アメリカ・陸上輸送、航空貨物取扱）
- ONE WORLD LOGISTICS OF AMERICA INC.（アメリカ・陸上輸送）
- SOUTH EAST EXPRESS INC.（アメリカ・部品納入、SUB-ASSY業務）
- NEW SOUTH EXPRESS L.L.C.（アメリカ・部品納入）
- ONE SOLUTION LOGISTICS OF INDIANA INC.（アメリカ・物流）
- KOMOYO AMERICA CO.,INC.（アメリカ・補修部品管理・物流容器販売）
- KDM LOGISTICS, SRL DE C.V.（メキシコ・リターナブル容器管理業務）
- SIMCOE PARTS SERVICE INC.（カナダ・部品納入、梱包、他）

ヨーロッパ
- SOUTH MARSTON DC LTD.（イギリス・陸上輸送、部品納入、他）

南アメリカ
- LOGÍSTICA SUMARÉ LTDA.（ブラジル・陸上輸送、部品納入、他）
- LSL TRANSPORTES LTDA.（ブラジル・陸上輸送、部品納入、他）
- CAMPINAS COMPONENTES INDUSTRIAIS LTDA.（ブラジル・陸上輸送、部品納入、他）
- LSL TRANSPORTES ARGENTINA SRL（アルゼンチン・陸上輸送）
- LSL TRANSPORTES DA AMAZONIA LTDA (ブラジル・陸上輸送、部品納入、他）

アジア
- AAL CO., LTD.（タイ・部品納入）
- HONDA MOTORCYCLE LOGISTICS THAILAND CO., LTD.（タイ・二輪車国内輸送）
- 武漢東本儲運有限公司（中国・部品納入、陸上輸送、他）
- 広汽本田物流有限公司（中国・四輪タイヤASSY、物流）
- 台灣先進捷通股份有限公司（台湾・陸上輸送）
- KOMYO PHILIPPINE LOGISTIC SERVICE CO.（フィリピン・物流容器製造販売）
- PT.BEST LOGISTICS SERVICE INDONESIA（インドネシア・陸上輸送、部品納入）
- HONDA EXPRESS LOGISTICS INDIA PVT.LTD（インド・陸上輸送）